# Dioscorea trisecta
Dioscorea trisecta är en enhjärtbladig växtart som beskrevs av August Heinrich Rudolf Grisebach. Dioscorea trisecta ingår i släktet Dioscorea och familjen Dioscoreaceae. Inga underarter finns listade i Catalogue of Life.